# Chodov (okres Domažlice)
Chodov (německy Meigelshof) je vesnice v západní části okresu Domažlice v Plzeňském kraji. Rozkládá se ve svahu hřebene Českého lesa, pod pomníkem Jindřicha Šimona Baara na Výhledech. Do katastru obce spadá také nejvyšší hora Českého lesa – Čerchov (1042 metrů). Chodov leží devět kilometrů západně od okresního města Domažlice, pět kilometrů jižně od Klenčí pod Čerchovem a deset kilometrů východně od česko-německého hraničního přechodu Lísková/Waldmünchen. Ves na východě stavebně splývá se sousedním Trhanovem. Žije zde 769 obyvatel.

## Historie
Původně privilegovaná chodská ves je poprvé uváděna v roce 1365. V okolí vesnice na tzv. kostelišti se tajně scházeli nekatoličtí Chodové. Ve druhé polovině 18. století byla v centru vsi postavena pozdně barokní kaple se zvoničkou. Ukázkami lidové architektury jsou roubené chalupy čp. 70 a 71.

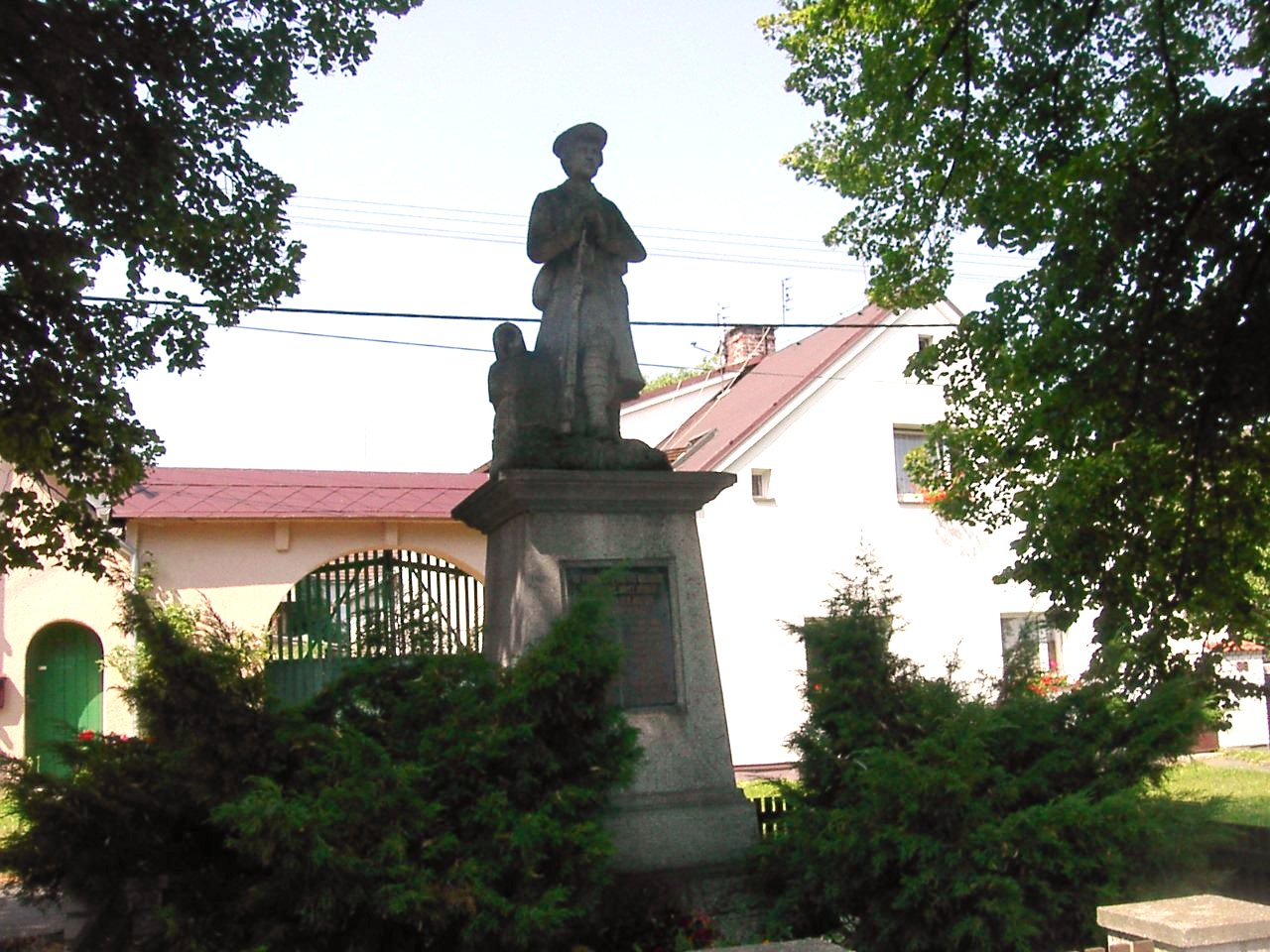
Socha mistra Jana Husa v Chodově (s puškou)

Dnes je Chodov velkou vesnicí s relativně velkými možnostmi zaměstnání v sousední obci Trhanov. Občanská vybavenost je zřejmě lepší než v sousedním Trhanově. Ve vsi jsou 2 prodejny potravin (z toho jedna je v katastru Trhanov) , asi dva hostince a základní škola. Sportovní vyžití umožňují dvě hřiště a tělocvična. Obec má vodovod, kanalizaci, sbor dobrovolných hasičů a je plynofikována.

## Statistiky

### Obyvatelstvo
Podle údajů ze SLDB 2001 je národnostní složení v obci poměrně jednotné: 93,4 % občanů je české národnosti a 1,4 % obyvatel jsou Vietnamci. Další národnostní skupiny mají zastoupení pod 1% (0,7 % Slováků, 0,6 % Ukrajinců, 0,4 % Moravanů a 0,3 % Němců).
Procentuální zastoupení dětí do 15 let vyjma je podle údajů ze 3. července 2006 podprůměrné (11,2 %%).
| Rok            | 1869 | 1880 | 1890 | 1900 | 1910 | 1921 | 1930 | 1950 | 1961 | 1970 | 1980 | 1991 | 2001 | 2011 | 2021 |
| -------------- | ---- | ---- | ---- | ---- | ---- | ---- | ---- | ---- | ---- | ---- | ---- | ---- | ---- | ---- | ---- |
| Počet obyvatel | 793  | 806  | 757  | 811  | 862  | 849  | 780  | 587  | 604  | 547  | 649  | 765  | 696  | 755  | 760  |
| Počet domů     | 86   | 96   | 98   | 104  | 116  | 127  | 144  | 152  | 146  | 139  | 153  | 188  | 199  | 218  | 228  |

### Zaměstnanost
V roce 2001 bylo v Chodově 392 ekonomicky aktivních občanů. Míra nezaměstnanosti dosahovala tehdy pouhých 2,3 %, což je výrazně pod průměrem okresu, kraje i republiky. 34,2 % obyvatel bylo tehdy zaměstnáno v průmyslu, 14,5 % v zemědělství a lesnictví, 8,4 % v obchodu, 6,9 % ve veřejné správě a 5,1 % ve stavebnictví. V dalších oborech bylo zaměstnáno pod 20 občanů (tj. přibližně pod 5 %).

### Domy
Na katastru obce stálo v roce 2001 173 domů, z čehož 164 bylo trvale obydlených (tj. 94,8 %).

### Katastr
Celková výměra katastrálního území obce je 895 ha. Zemědělská půda tvoří 41,2 % plochy obce, lesy 52,1 % a zastavěná plocha jenom 1,2 % (tj. 11 ha).

## Obecní správa
V letech 1850–1929 k obci patřily Pec a Trhanov.

### Obecní symboly
Znak a vlajka byly obci uděleny rozhodnutím předsedy Poslanecké sněmovny Parlamentu České republiky dne 27. června 2001.
Blason znaku: V zeleném štítě pár odvrácených plstěných bot (válenek), pod nimi vlčí udice kroužkem nahoru, vše stříbrné.
Blason vlajky: Zelený list s párem odvrácených bílých plstěných bot (válenek). Poměr šířky k délce listu je 2:3.
Symbolem Chodů jsou plstěné  boty. Chod byl ve staročeštině „výsadní sedlák, který měl po hranicích choditi a hlídati“. Už v roce 1543 došlo v Domažlicích ke sporu mezi falckým delegátem a Petrem ze Švamberka. V tom sporu se jednalo o vymezení hraniční čáry. Petr ze Švamberka se vykrucoval, že neběží o jeho majetek, ale o královský, který stráží Chodové. A na tomto místě se v českém textu mluví o chodských odznacích, kterými se mohou Chodové veřejně prokazovat: Tak mají také svůj vlastní praporec čili korouhev, na ní své vlastní dané jim odznaky, totiž pár plstěných bot (v německé listině je to „ein Paar Filzschuhe“) a užívají tohoto praporce vlajícího a rozvinutého k provázení českého krále přes les, kdykoli toho potřeba vyžaduje.
Vlčí udice ve znaku obce je převzata z erbu hraběcího rodu Stadionů, majitelů panství. Vlčí udice je středověký nástroj na chytání zvěře. Skládá se ze dvou částí - kotvy a dvojháku (v podobě písmene Z) spojených řetězem. Pomocí kotvy se udice zavěšovala do vidlice větví a na řetězu visel dvojhák dlouhý asi 10 centimetrů zabodnutý do kusu masa coby návnady. Jako obecná figura je někdy používána v podobě kotvy, jindy dvojháku.Tři vlčí udice v podobě kotvy jsou ve znaku Stadionů, tři dvojháky měli ve znaku Cvaibrukové (a dvojhák má ve znaku například obec Jetřichov v okrese Náchod).
Legenda o Chodech a psí hlavě: Pojem psohlavec se používal ve staré češtině jako hanlivé označení Turků. Potom takto začali Chodům říkat Němci, kteří byli poněkud znechuceni střežením českým hranic a kontrolováním každého, kdo tudy procházel. Pro Němce to byli Hundsköpfige, Psohlavci, zkrátka potupná přezdívka.
V minulosti nosili psa na svých výložkách členové československé Pohraniční stráže. Tento emblém se vžil natolik, že jej dodnes používá Ředitelství služby cizinecké policie, česká skautská organizace Junák, ale také obce Chodská Lhota či Újezd a je třeba na etiketě piva Domažlická 12. Legendu o zvířecí hlavě asi vědomě rozšířil spisovatel Alois Jirásek ve svém románu Psohlavci. Zřejmě se mu psí hlava na praporci líbila víc než bota.

## Doprava
V Chodově se křižují 2 silnice III. třídy. Jedná se o komunikace z Výhledů do Trhanova a z Pece do Chodova.
Železniční doprava je z obce relativně dobře dostupná. Nejbližší železniční zastávka je v Trhanově na trati č. 184 (Planá u Mariánských Lázní – Domažlice) a je vzdálena asi 1 km z centra vsi. Tato železniční trať také krátce prochází i chodovským katastrem.
Hlavní slovo v hromadné dopravě osob mají ale zřejmě autobusy. Obec obsluhují místní linky Díly – Trhanov – Domažlice a Díly – Klenčí pod Čerchovem – Domažlice. V pracovní dny jezdí 12 spojů, o víkendech autobusy v obci nejezdí.

## Volby
| Strana  | Počet hlasů | Procent |
| ------- | ----------- | ------- |
| ČSSD    | 126         | 31,97   |
| ODS     | 106         | 26,90   |
| KSČM    | 87          | 22,08   |
| SZ      | 29          | 7,36    |
| KDU-ČSL | 19          | 4,82    |

## Pamětihodnosti
V obci je také památník mistra Jana Husa z roku 1922. Po druhé světové válce dochází ke stavebnímu rozvoji a nárůstu obyvatel, pod kopcem, mezi Chodovem a Trhanovem vznikají průmyslové podniky (zejm. dřevozpracující průmysl). Z toho důvodu tam bylo tehdy postaveno velké množství nových betonových bytovek, díky nimž v sedmdesátých letech 20. století Chodov stavebně splynul se sousedním Trhanovem. Obě obce si ale dosud zachovaly samostatnost.
Na jižním okraji vesnice se nachází přírodní památka Chodovské skály a jižního cípu katastrálního území zasahuje část národní přírodní rezervace Čerchovské hvozdy.

## Zajímavosti
- Ve čtvrtek 26. září 2013 vznikl v obci dosud nejmladší český klub kolové. Pod názvem SK Chodsko jej založil trenér a rozhodčí Ondřej Průcha. Klub své zápasy a turnaje pořádá v místním Kulturním domě. Pro kolováky–juniory z celé České republiky i zahraničí též organizuje Mikulášskou Velkou cenu Chodska.[12][13]

## Významní občané
- Jan František Hruška (1865–1937), spisovatel a národopisec

## Galerie

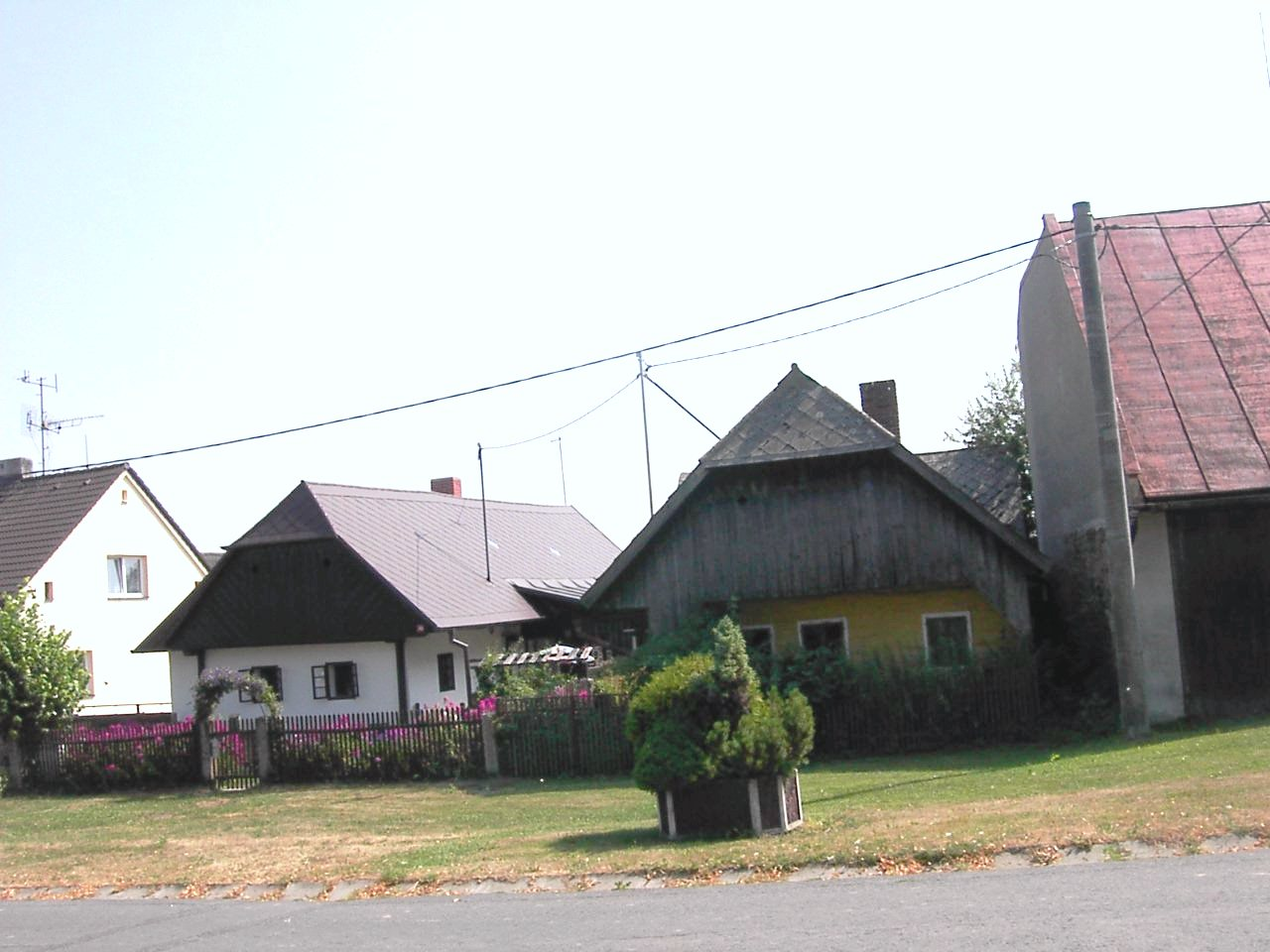
Lidová architektura v Chodově
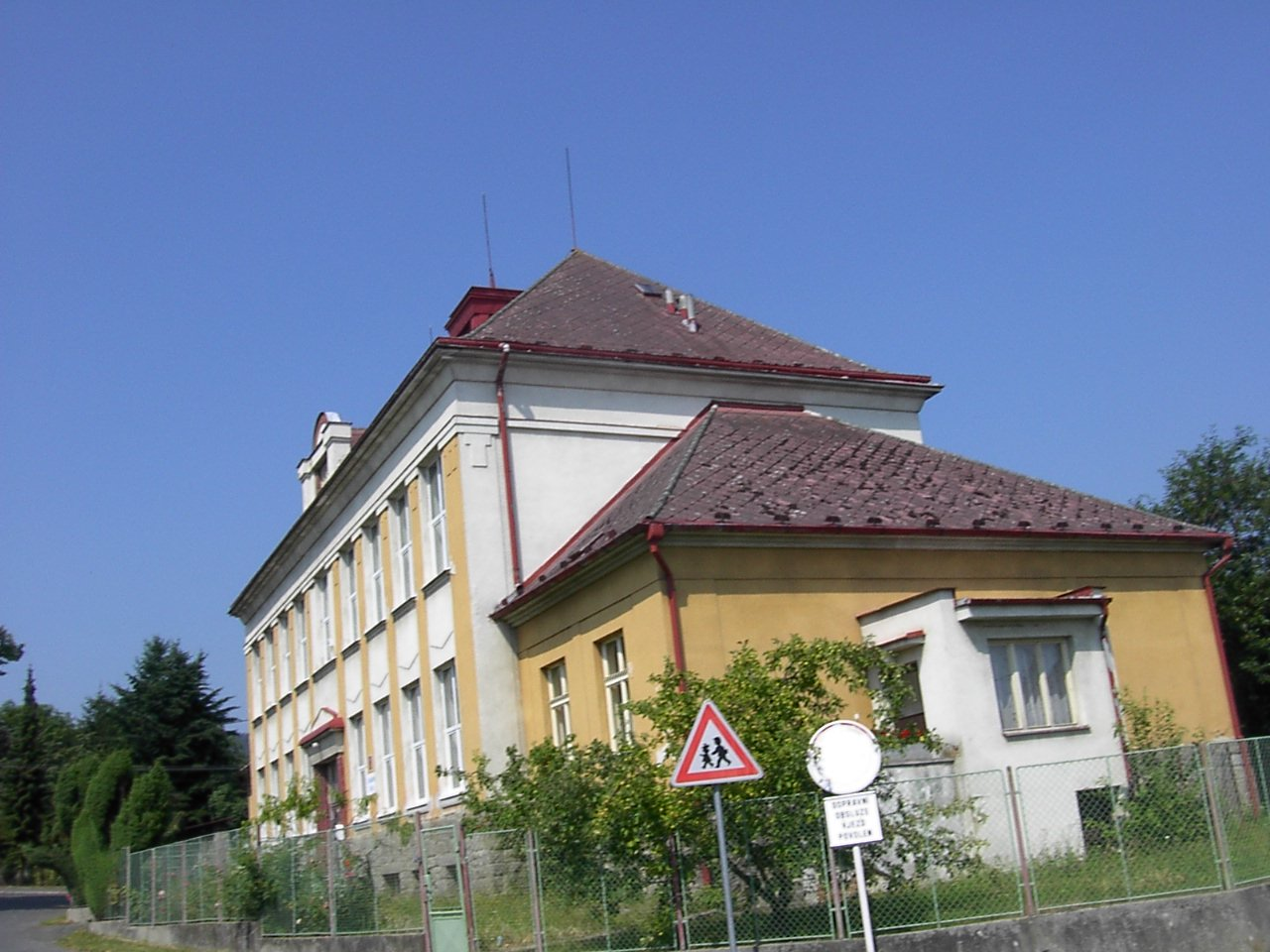
Základní škola v Chodově
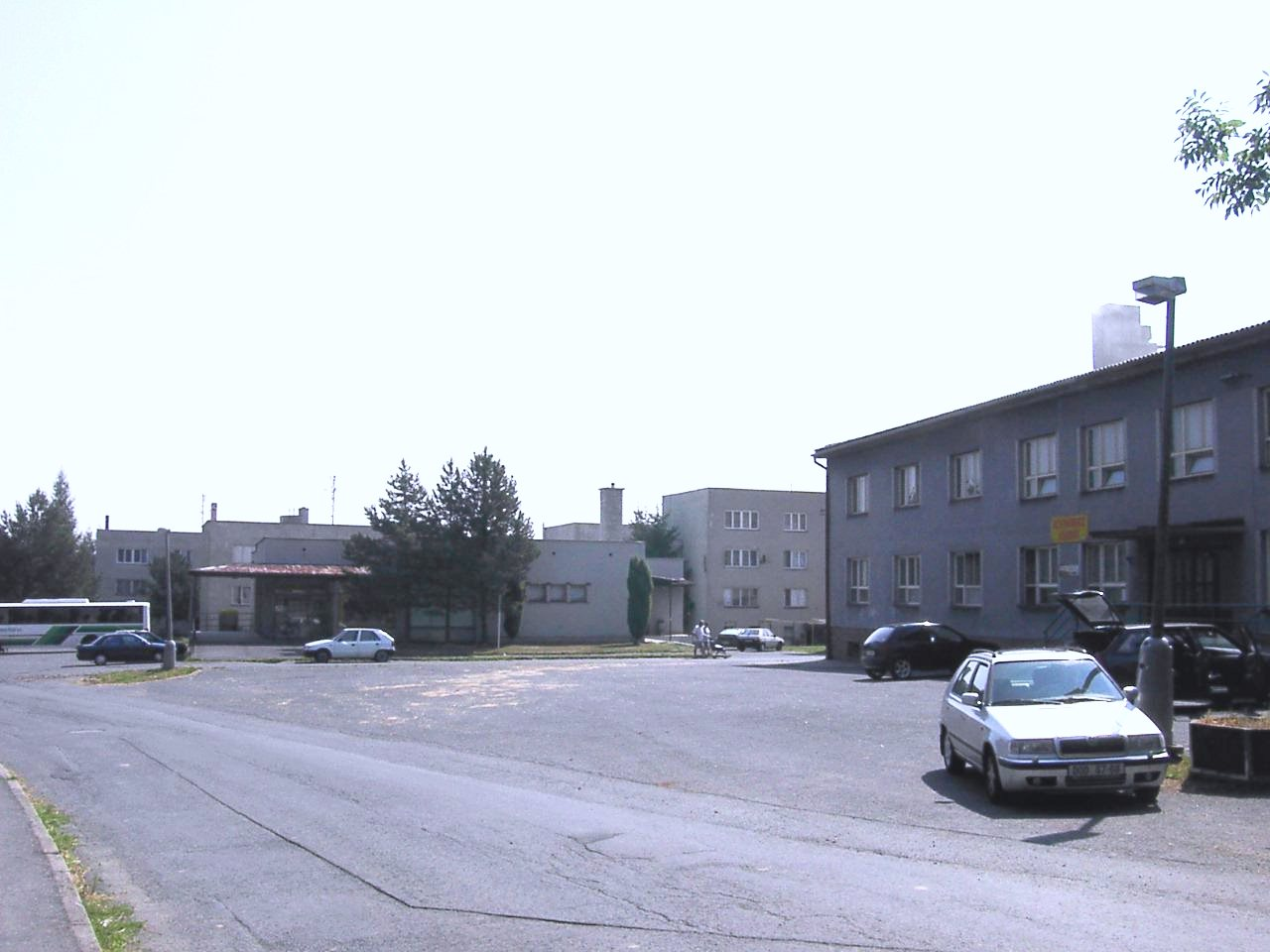
Bytovky v dolní (průmyslové) části obce mezi Chodovem a Trhanovem
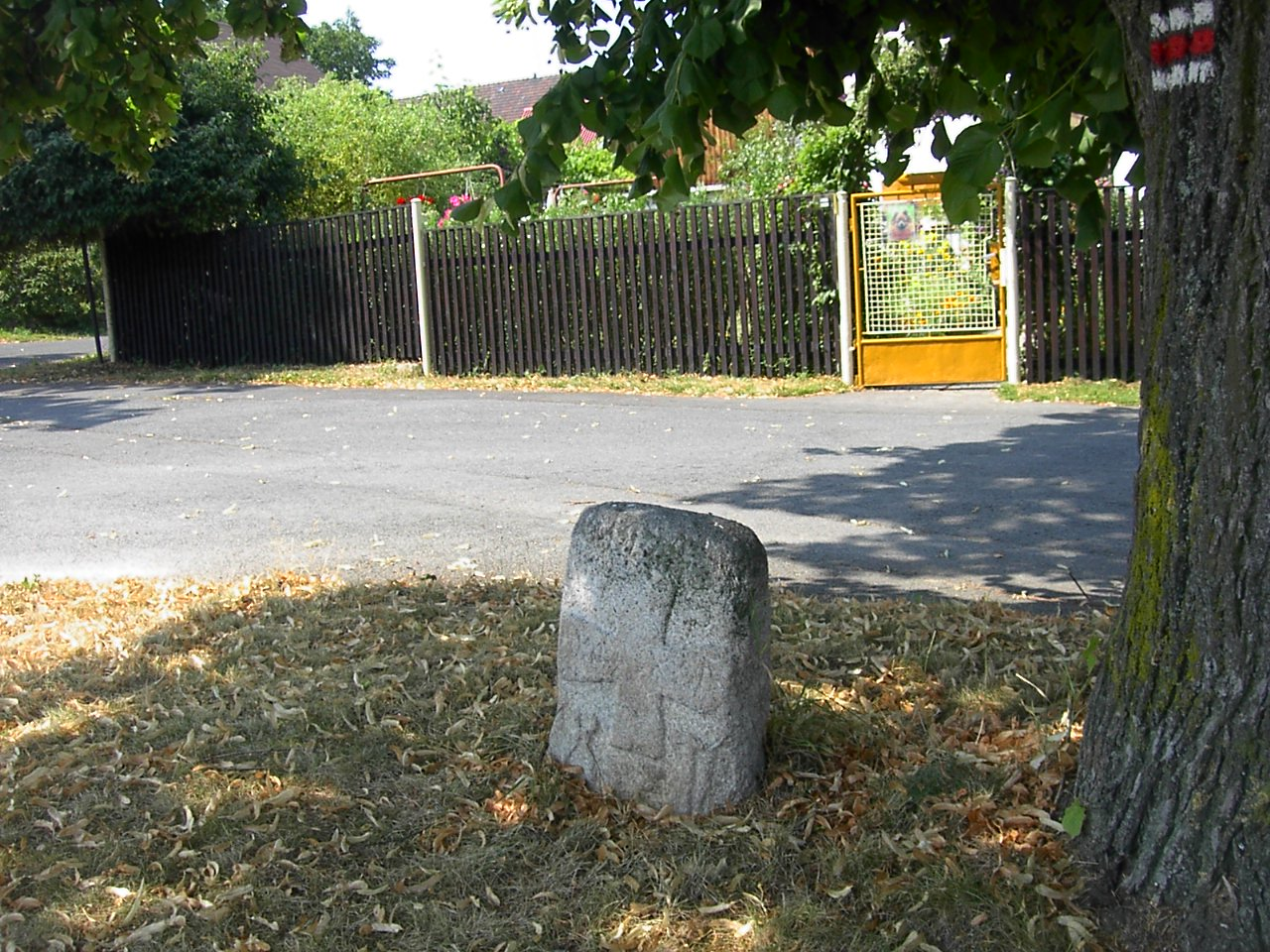
Kamenný smírčí kříž v Chodově